# Тијана Бошковић
Тијана Бошковић (Требиње, 8. март 1997) српска је одбојкашица. Игра на позицији коректора, а тренутно наступа за турски клуб Вакифбанк.
У млађим категоријама играла је за женски одбојкашки клуб Херцеговац из Билеће. Од 2011. године прешла је у Партизан Визуру са којим је освојила двије титуле првака, један куп и два суперкупа Србије.
Стандардна је чланица сениорске репрезентације Србије, једна је од водећих играчица и са репрезентацијом је освајала медаље на такмичењима у јуниорској и сениорској конкуренцији.
Била је проглашена од стране ФИВБ и ЦЕВ за најкориснију одбојкашицу Свјетског првенства и Европског првенства. Два пута је проглашена за најбољу спортисткињу Србије од стране српског олимпијског комитета.
Држала је једно вријеме свјетски рекорд по брзини смеча од 110,3 километара на час, на мечу полуфинала Европског првенства против Турске 2021. године.

## Приватно
Отац Љупко био је фудбалер, а мајка Весна није се бавила спортом. Има млађег брата Вука и старију сестру Дајану, која је такође одбојкашица.

## Спортска каријера
Рођена је 8. марта 1997. у Требињу, на југу Републике Српске. У млађим категоријама играла је за женски одбојкашки клуб Херцеговац из Билеће, у којем је тренирао Зоран Видаковић. Године 2011. прешла је у Партизан Визуру са којим, у сениорској конкуренцији, осваја двије титуле првака, један куп и два суперкупа Србије. Након тога, први пут наступила је у дресу младе репрезентације Србије.
Са јуниорском репрезентацијом Србије је освојила прво мјесто на Европском првенству 2014, када је проглашена за најбољег играча тог турнира. За сениорску селекцију Србије је дебитовала на Свјетском првенству 2014, а већ у свом првом наступу, против репрезентације Турске била је најбољи поентер утакмице. Сљедеће године је са репрезентацијом заузела друго мјесто на Свјетском купу у Јапану и треће на Европском првенству у Холандији и Белгији.
Тијана је остварила велики успјех са репрезентацијом на Олимпијским играма у Рију 2016. кад је освојена сребрна медаља. На Свјетском Гран прију 2017. у Нанђингу је освојила бронзу. Проглашена је за најкориснију играчицу (МВП) Европског првенства 2017. Бошковићева је са 29 поена у финалу предводила Србију до титуле шампионки Европе, друге у историји земље од осамостаљења. У истој, 2017. години, добила је званични назив за најбољу одбојкашицу у Европи. Са Еџзаџибашијем је 2018. освојила ЦЕВ куп и добила је назив најбоље одбојкашице (енгл. MVP).
Поред освојене прве златне медаље у историји српске одбојке на Свјетским првенствима, Тијана је проглашена за најбољу играчицу МВП Свјетског првенства у Јапану 2018. године. Тијана је проглашена за најкориснију играчицу (МВП) Европског првенства у Турској 2019. што је трећи пут заредом да бива изабрана за најбољу играчицу европског/свјетског првенства.
На Олимпијским играма у Токију 2020, освојила је бронзану медаљу, а Србија је побиједила Јужну Кореју у борби за бронзу. Проглашена је за најбољег коректора олимпијског турнира.
Дана 3. септембра 2021. године на мечу полуфинала Европског првенства против Турске, оборила је свјетски рекорд по брзини смеча од 110,3 километара на час. То је најбржи смеч у историји женске одбојке од када постоје званична мјерења. Освојила је сребрну медаљу на том првенству, чија је завршница одржана у Београду. Изабрана је за најбољег коректора на првенству.
Била је капитен репрезентације Србије на Свјетском првенству 2022. године у Пољској и Холандији, на ком је са репрезентацијом изборила финале. У финалу је Србија побиједила Бразил максималним резултатом 3:0, и тако освојила златну медаљу. Проглашена је за МВП Свјетског првенства.

## Успјеси

### Репрезентативни
- Европско првенство до 19 година: 1. мјесто 2014.
- Свјетски куп: 2. мјесто 2015.
- Европско првенство: 3. мјесто 2015, 1. мјесто 2017, 2019, 2. мјесто 2021, 2023.
- Олимпијске игре: 2. мјесто 2016, 3. мјесто 2020.
- Свјетско првенство: 2018, 2022 —  1. мјесто

### Клупски
- Првенство Србије: 1. мјесто 2014. и 2015.
- Куп Србије: 1. мјесто 2015.
- Суперкуп Србије: 1. мјесто 2013. и 2014.
- ЦЕВ куп : 1. мјесто (2018)

### Индивидуални
- МВП Европског првенства до 19 година: 2014.
- Најбољи коректор турске лиге у сезони 2016/17.
- Најбољи коректор Гран прија 2017.
- Најкориснија играчица МВП Европског првенства 2017. и 2019.
- Најбоља одбојкашица Европе 2017. по избору ЦЕВ-а.
- Најбоља млада спортисткиња по избору ОКС (2017)
- Најбоља спортисткиња по избору УСНС (2017)
- Најбоља одбојкашица у финалу ЦЕВ купа 2018.[8]
- Најкориснија играчица МВП Свјетског првенства 2018.
- Најбоља одбојкашица Европе 2018. по избору ЦЕВ-а[23]
- Најбоља спортисткиња по избору ОКС (2018)
- Најбоља одбојкашица Европе 2019. по избору ЦЕВ-а
- Најбоља спортисткиња по избору ОКС (2019)
- Најбољи коректор на олимпијском турниру у Токију (2021)
- Најбољи коректор на Европском првенству 2021.
- Најкориснија играчица МВП Свјетског првенства 2022.
- Најбоља одбојкашица Србије 2022.[24]